# Geleenstraat 7
Het pand aan de Geleenstraat 7 (op de hoek van de Geleenstraat en de Dr. Poelsstraat) in het centrum van de Nederlandse stad Heerlen is een winkelwoonhuis naar een ontwerp van architect Frits Peutz. Het in 1939 voltooide bouwwerk bevat elementen uit de nieuwe zakelijkheid en kent invloeden uit het functionalisme. 
Vanaf de jaren twintig zat de wijnhandel van Alphonse Tissen op dit adres gevestigd. Vanwege de voorgenomen doorbraak van de latere Dr. Poelsstraat naar het Raadhuisplein werd de grond die in bezit was van Tissen in 1938 door de gemeente Heerlen aangekocht. In 1939 nam Tissen zijn intrek in het nieuwe, door Peutz ontworpen pand, waar hij zeker tot het eind van de jaren zestig zou blijven. Vanaf het midden van de jaren zeventig zaten er verschillende modezaken in gevestigd. De laatste sloot tussen juli 2014 en augustus 2015 zijn deuren.
Sinds 1999 geniet het gebouw bescherming als rijksmonument. Het pand is volgens de Rijksdienst voor het Cultureel Erfgoed typerend voor het oeuvre van de architect en daarbij zijn betrokkenheid bij de stad Heerlen. Tevens is het pand een voorbeeld in de manier waarop winkelwoonhuizen zich in de loop der tijd hebben ontwikkeld.